# Victoria Spivey
Victoria Regina Spivey (Houston, 15 de outubro de 1906 – Nova Iorque, 3 de outubro de 1976) foi uma cantora, compositora e pianista norte-americana. 
Em uma carreira de 40 anos, Victoria trabalhou com grandes nomes da música como Louis Armstrong, King Oliver, Clarence Williams, Luis Russell, Lonnie Johnson e Bob Dylan, de quem foi uma grande influenciadora. Atuou em shows de variedades e em clubes de jazz e em algumas ocasiões se apresentou com sua irmã, Addie "Sweet Peas" (ou "Sweet Pease") Spivey (1910–1943), conhecida também como Za Zu Girl. Algumas de suas composições são "Black Snake Blues" (1926), "Dope Head Blues" (1927) e "Organ Grinder Blues" (1928). Em 1962, em co-fundou a Spivey Records.

## Biografia
Victoria nasceu em Houston, Texas, em 1906. Era filha de Grant e Addie Spivey. Seu pai era músico amador e trabalhava para uma ferrovia, enquanto sua mãe era enfermeira. O casal teve três filhas, as três cantavam profissionalmente: além de Victoria, havia Addie "Sweet Peas" (1910–1943), que gravou com vários selos entre 1929 e 1937 e Elton Island Spivey Harris (1900–1971).
A primeira experiência profissional de Spivey foi em uma banda familiar liderada por seu pai, em Houston. Após a morte do pai, Victoria, de 7 anos, começou a tocar sozinha em festas locais. Em 1918, ela foi contratada para acompanhar filmes no Lincoln Theatre, em Dallas. Na adolescência trabalhou em bares locais, clubes e buffets, geralmente sozinha, ocasionalmente com a companhia de guitarristas, incluindo Blind Lemon Jefferson.
Em 1926, mudou-se para St. Louis, no Missouri, onde assinou contrato com a Okeh Records. Seu primeiro título, "Black Snake Blues" (1926), vendeu bem e seu contrato com a gravadora foi renovado. Victoria gravou várias músicas para a Okeh em Nova Iorque até 1929, quando assinou com a RCA Records. entre 1931 e 1937, mais gravações sairiam pela Vocalion Records e Decca Records, mantendo uma agenda cheia de shows e compromissos.
A Grande Depressão não acabou com sua carreira musical. Em 1929, o cineasta King Vidor a escalou para o papel de Missy Rose em seu primeiro filme falado, Aleluia (1929). Entre os anos 1930 e 1940, Victoria continuou na indústria dos filmes musicais e nos palcos, tendo atuando no grande sucesso Hellzapoppin (1938), às vezes trabalhando com seu marido, o dançarino Billy Adams.

## Aposentadoria
Em 1951, Victoria se aposentou do show business para tocar órgão e liderar o coral de uma igreja, mas tocava ocasionalmente a música profana, em especial em 1961, quando tocou com um antigo parceiro dos palcos, Lonnie Johnson, em seu álbum Idle Hours. O retorno da música folk durante os anos 1960 deu-lhe oportunidades de retornar aos palcos. Ela trabalhou novamente com a gravadora Prestige Bluesville, onde tocou com outras veteranas como Alberta Hunter e Lucille Hegamin, no álbum Songs We Taught Your Mother. Voltou a tocar em festivais e clubes, incluindo uma turnê pela Europa em 1963 como parte do Festival de Blues e Música Folk.
Junto do historiador de blues e jazz, Len Kunstadt, em 1961, Victoria lançou o selo Spivey Records, dedicado a blues, jazz e correlatas, trabalhando com artistas já consolidados como Sippie Wallace, Lucille Hegamin, Otis Rush, Otis Spann, Willie Dixon, Roosevelt Sykes, Big Joe Turner, e sangue novo como Brenda Bell, Washboard Doc, Bill Dicey, Sugar Blue, Paul Oscher e Danny Russo.
Em março de 1962, Victoria e Big Joe Williams gravaram pelo selo Spivey Records, com harmonia e vocais de Bob Dylan. Na Europa, entre os anos 1960 e 1970, Victoria esteve na televisão francesa, na BBC e na Granada TV.

## Vida pessoal
Victoria foi casada quatro vezes, incluindo com Ruben Floyd e Billy Adams.

## Morte
Victoria morreu em Nova Iorque, em 3 de outubro de 1976, aos 69 anos após dar entrada na emergência do Hospital Beekman Downtown com hemorragia interna. Ela foi sepultada no Cemitério Greenfield, em Hempstead, Nova York.